# Rogów Opolski
Rogów Opolski est une localité polonaise de la gmina et du powiat de Krapkowice en voïvodie d'Opole.